# Brás Cubas (personagem)
Brás Cubas é personagem-protagonista do livro Memórias Póstumas de Brás Cubas do escritor Machado de Assis, publicado em 1881. Nasceu legítimo representante da fina flor da elite brasileira do século XIX. Relativamente culto, elegante e refinado era partícipe do que havia de mais sofisticado na sociedade oitocentista. Na sua outra face, ele é sovina, preconceituoso e egoísta.
Desde cedo ostentava o apelido de "menino diabo" e já dava mostras da índole perversa quebrando a cabeça das escravas quando não era atendido em algum querer, ou montando o moleque Prudêncio, que fazia de cavalo. O menino, fruto de uma criação permissiva, prendia rabos de papel nas pessoas, escondia os chapéus das visitas, dava beliscões nas matronas e cresceu entre muitas façanhas desse jaez dando mostras do seu gênio indócil "(…)mas devo crer que eram expressões de um espírito robusto, porque meu pai tinha-me em grande admiração; e se às vezes me repreendia, à vista de gente, fazia-o por simples formalidade: em particular dava-me beijos."
Brás Cubas herdou a fatuidade do pai, da mãe, "senhora fraca, de pouco cérebro e muito coração",  guarda uma "sombra de melancolia" e do restante da família o amor pelas aparências, a vulgaridade a frouxidão da vontade e os caprichos. Para ele o pai vaticinava um futuro brilhante, fosse no que fosse "uma vez que fosse um cargo, uma preeminência, uma grande reputação, uma posição superior.". O grande futuro não veio, mas sim um talento imensurável para viver a vida tirando dela o melhor proveito para si.
Ainda jovem, apaixonou-se por uma espanhola de má reputação. A primeira - que durou quinze meses - de uma série de relações descartáveis, o que levou o pai a enviá-lo para estudar em Coimbra, onde os filhos das famílias abastadas viravam bacharéis. Em Portugal, Brás ganha fama de folião, supercial e petulante. De lá, retorna trazendo o diploma de bacharel e o desejo de acotovelar quem lhe atrapalhasse o caminho.
Por ocasião da morte da mãe, o pai planeja uma candidatura para deputado e uma noiva para o filho, como era de se fazer a um fidalgo. No caminho de Brás Cubas um político em ascensão, Lobo Neves, num só golpe lhe arrebata a candidatura e a noiva, Virgília. - com quem Brás, ela já casada, vive um longo affaire.
O grande objetivo de Brás Cubas é a fama, a celebridade. Fundou um jornal, que buscava aplicar à política os princípios do Humanitismo - sistema de pensamento idealizado por Quincas Borba, o filósofo louco de Barbacena, que fora seu conselheiro e colega de infância.
Brás Cubas não alcançou a fama, não teve êxito no jornal nem na política, cuja vida parlamentar reduziu-se à proposta ridícula da diminuição da barretina da Guarda Nacional, o que custou-lhe o sonho ministerial. Tenta o sucesso com a invenção do "emplasto Brás Cubas", medicamento "anti-hipocondríaco, destinado a aliviar a nossa melancólica humanidade.".
Sem a tão sonhada glória, Brás Cubas pega uma pneumonia e morre aos 64 anos, em 1869. "Não alcancei a celebridade do emplasto, não fui ministro, não fui califa, não conheci o casamento. (…)Não tive filhos, não transmiti a nenhuma criatura o legado da nossa miséria.". Morto, Brás Cubas torna-se autor de suas memórias, derradeira tentativa de atingir a glória.